# 亞馬遜河緣鰭鯰
亞馬遜河緣鰭鯰，為輻鰭魚綱鯰形目鼬鯰科的其中一種，為熱帶淡水魚，分布於南美洲亞馬遜河及納波河流域，體長可達2.4公分，棲息在岩石底質底層水域，生活習性不明。